# Gary West
Gary West (Mildura, 1960. június 8. – Adelaide, 2017. augusztus 20.) ausztrál kerékpárversenyző, olimpikon.

## Pályafutása
Az 1982-es nemzetközösségi játékokon Brisbane-ben aranyérmet nyert csapat üldözőversenyben. Részt vett az 1984-es Los Angeles-i olimpián.
Edzőként egy arany- és két bronzéremhez segítette Anna Mearest a 2012-es londoni és a 2016-os Rio de Janeiro-i olimpián.